# Alvin Tollestrup
Alvin V. Tollestrup (* 22. März 1924 in  Los Angeles; † 9. Februar 2020) war ein US-amerikanischer Physiker, der sich mit Teilchenbeschleunigern beschäftigte. Er implementierte am Tevatron die erste umfangreiche Verwendung von Supraleitern bei Teilchenbeschleunigern.
Tollestrup studierte an der University of Utah (Bachelor 1944) und ab 1946 am California Institute of Technology (Caltech), wo er 1950 in experimenteller Kernphysik promoviert wurde. Danach forschte er am Caltech, wo er 1962 eine volle Professur erhielt. Nach seiner Promotion war er Teil des Teams, das dort ein 500-MeV-Synchrotron für Elektronen aufbaute (das als Modell des Bevatron in Berkeley diente). 1957 war er ein Jahr am CERN, als dort die ersten Experimente liefen. Danach entwickelte er weiter Teilchenbeschleuniger am Caltech, darunter ein (nie gebautes) 300-MeV-Proton-Synchrotron. 1975 legte er ein halbes Jahr ein Sabbatical ein, ab 1977 war er am Fermilab, wo er den Rest seiner Karriere blieb.
Tollestrup baute mit Helen Edwards und anderen das erste supraleitende Synchrotron am Tevatron, für das am Energy Doubler rund 1000 supraleitende Magnete installiert werden mussten. Am Tevatron war er außerdem Ko-Sprecher eines der beiden Detektoren (CDF), an dem 1995 das Top-Quark entdeckt wurde. Er war auch an der Entwicklung von Neutrinoquellen und Myon-Collidern beteiligt.
1989 erhielt er mit Martin N. Wilson den Robert R. Wilson Prize. 1992 erhielt er den Distinguished Alumni Award des Caltech, 1989 die National Medal of Technology und 1996 wurde er in die National Academy of Sciences aufgenommen.